# Daihatsu Move Latte
El Daihatsu Move Latte (ダイハツ・ムーヴ ラテ, Daihatsu Mūvu Rate) és un kei car de la marca japonesa Daihatsu produït entre els anys 2004 i 2009. El Move Latte era una modificació del Move L150, de tercer generació, enfocat cap al públic femení. El successors naturals del Move Latte van ser el Move Conte i el Mira Cocoa. El nom "Latte" del model ve de la paraula llet en italià.

## Descripció general
El Move Latte va ser llançat al mercat el 23 d'agost de 2004. El model compartia motorització i plataforma amb el Move L150 (3a generació), el Mira Gino L650 (2a generació) i amb el Mira L250 (6a generació). El Move Latte estava equipat amb un motor tricilindric de 658 cc atmosfèric o amb turbocompressor que atorgava 58 i 63 cavalls respectivament. Només hi havia disponible una caixa automàtica de quatre velocitats. El 2 de juny de 2005 la marca va presentar dues versions de caràcter "esportiu" anomenades Move Latte Cool i Move Latte Cool Turbo. El 4 de juny de 2007 els models, tant els bàsics com els "cool" van patir una remodelació estètica amb la qual es vendrien fins al març de 2009.